# Józef Kraiński
Józef Kraiński herbu Jelita – stolnik ciechanowski w 1736 roku.
Pochowany w 1764 roku w  kościele Franciszkanów Reformatów w Przemyślu.